# Ekkehard IV
Ekkehardo IV de San Galo (~980-~Abadía de San Galo, 1056) erudito y monje germánico. Fue pupilo de Notker Labeo en la Abadía de San Galo. Entre 1022 y 1031, a petición del archiduque Aribon fue escolástico en Maguncia, antes de regresar a San Galo. 
Continuó las crónicas religiosas de Ratbert de Saint-Gall, el Casus Sancti Galli entre 890 et 972. Sus descripciones han sido inspiración para las Bilder aus der deutschen Vergangenheit de Gustav Freytag y la novela Ekkehard de Joseph Victor von Scheffel (dedicada Ekkehardo II).

## Obra
- Casus Sancti Galli (cont.), ed. Hans F. Haefele, Darmstadt, « Ausgewählte Quellen », 1980
- Liber benedictionum:

- Benedictiones ad mensas
- Benedictiones super lectores per circulum anni